# Утринна поща (Пловдив)
„Утринна поща“ е информационен всекипразничен вестник, издаван в Пловдив в печатница Художник в тираж 3000.
| Годишнина | Броеве | Дата                              |
| --------- | ------ | --------------------------------- |
| I         | 1 — 19 | 1 октомври 1933 – 4 февруари 1934 |